# Franz Stangl
Franz Stangl, né le 26 mars 1908 à Altmünster (Autriche) et mort le 28 juin 1971 à Düsseldorf (Allemagne), est un criminel de guerre, SS-Hauptsturmführer, qui a commandé les camps d’extermination de Sobibor et de Treblinka.
En fuite après la guerre en Syrie puis au Brésil, il est extradé puis jugé par un tribunal allemand qui le condamne en 1970 à la réclusion à perpétuité ; il fait aussitôt appel de sa condamnation mais meurt un an plus tard.

## Sa jeunesse
Franz Stangl naît dans une famille modeste d’Altmünster en Autriche. De son père, veilleur de nuit, il garde un mauvais souvenir. Ce dernier meurt de malnutrition en 1916. Il est très tôt contraint de se trouver du travail et devient apprenti tisserand à l’âge de 15 ans. Au bout de trois ans, il devient maître tisserand et, deux ans plus tard, dirige une équipe de quinze ouvriers dans l’usine où il travaille.
En 1931, il a l’impression que ses possibilités d’avancement sont bloquées, faute d’études suffisantes. Il décide alors de postuler pour la police de Linz où il finit par être admis et où il commence une carrière. En 1935, il est attaché à la section politique de la Kripo de Wels, où son travail consiste à dépister les activités anti-gouvernementales et notamment, semble-t-il, celles menées par les nazis.

## Après l’Anschluss
Toutefois, à partir du milieu des années 1930, le climat en Autriche commence à changer et les idées nazies recueillent de plus en plus d’adhésion, y compris au sein des administrations autrichiennes, police incluse. Cette évolution, motivée notamment par la prise de pouvoir des nazis en Allemagne, aboutit le 13 mars 1938 à l’Anschluss.
Commence pour Stangl une période trouble. Catholique, il dit plus tard avoir été profondément troublé par l’appel du cardinal Innitzer à la coopération de tous les catholiques avec les nazis. S’étant distingué dans la lutte menée par la police contre les nazis autrichiens, Stangl, selon ses dires, craint désormais des représailles. Avec l’aide d’un collègue, il arrive à convaincre un membre du parti de le faire figurer sur les listes du parti nazi autrichien à compter d’une date antérieure à l’Anschluss, époque à laquelle ce parti était encore illégal et clandestin en Autriche. Par la suite, dans tous les formulaires officiels, Stangl mentionne toujours 1936 comme étant la date de son affiliation. La question de son appartenance volontaire au parti avant l’Anschluss est en conséquence controversée et a fait du reste l'objet de longs débats lors de son procès.
Avant fin 1938, il est chargé d’une mission de recensement des Juifs en Bohême. Peu après, la police politique autrichienne, est intégrée à la Gestapo. Stangl est transféré de Wels — où il continue de résider avec sa femme, qu'il a épousée en 1935 — au siège de la Gestapo de Linz, où il est confronté à un chef qu’il n’apprécie pas et dont il se méfie.

## Incorporation à l’Aktion T4

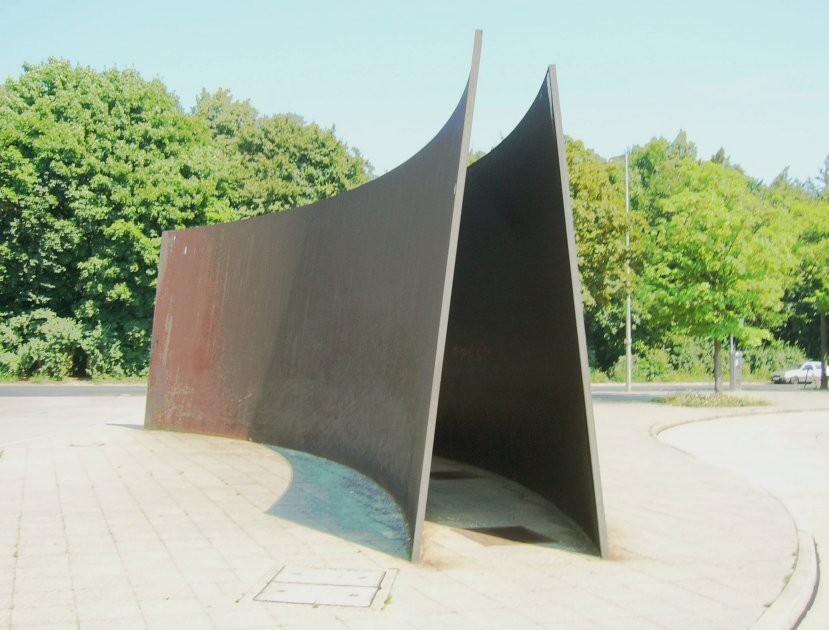
Monument en mémoire des victimes de l'« euthanasie » situé au Tiergarten à Berlin.

En novembre 1940, Stangl reçoit une promotion et un ordre signé de Heinrich Himmler l’informe de sa mutation au Centre national pour la santé publique (Gemeinnützige Stiftung für Weil und Anstaltspflege) lui enjoignant de se présenter au Reichskriminalpolitzeiamt de Berlin pour y prendre ses ordres. C’est là que le Kriminalrath Werner l’informe de l’existence et du contenu du programme Aktion T4, qui consiste à éliminer les handicapés physiques ou mentaux déclarés incurables. Stangl accepte de faire partie du personnel policier assigné au programme. Pour se justifier ensuite, il invoque les mauvaises relations qu'il avait avec son chef à Linz et le fait que son adhésion au programme mettait fin à une enquête disciplinaire à son encontre.
Il demande à être affecté à un centre d’« euthanasie » situé en Autriche pour rester proche de sa famille, ce qu’il obtient. Il est nommé à Schloss Hartheim, près d’Alkoven, au grade de lieutenant de police, ce qui lui garantit la préséance sur le chef du poste de police local. Il y reste jusqu’en février 1942. Strangl prétend ensuite qu'il n'a pas été impliqué directement dans le programme d’« euthanasie », car son rôle se serait limité à la délivrance de certificats de décès. Au cours de cette période, il séjourne toutefois au centre de mise à mort de Bernburg, entre Magdebourg et Leipzig où, selon Gitta Sereny, des condamnés politiques ont été gazés même après la fin du programme Aktion T4.

## L’opération Reinhard
En février 1942, il est convoqué à Berlin où on lui donne le choix entre le retour à la police de Linz ou une mission à l’est, à Lublin. Il choisit la seconde proposition.

### Le camp de Sobibor

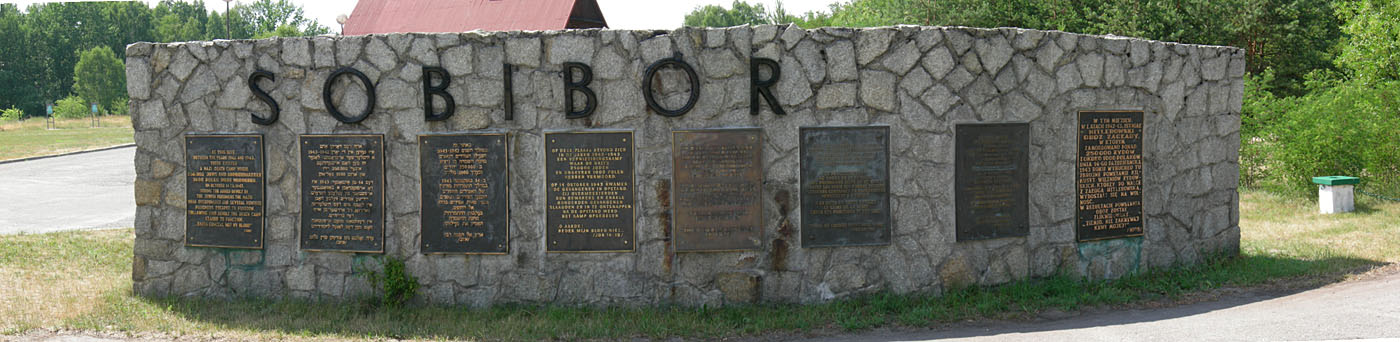
Mémorial à l'entrée du camp de Sobibor.

Arrivé au quartier général de la SS à Lublin, il est reçu par Odilo Globocnik, alors SS-Brigadeführer, qui le charge de la construction du camp de Sobibor encore à l’état d’ébauche. Stangl prétend ensuite qu’à ce moment, il ignorait tout de l’Aktion Reinhard — l’extermination programmée, par des moyens industriels, des Juifs de Pologne — et de la destination réelle du camp de Sobibor dans ce contexte. Selon ses dires, il n’aurait eu des soupçons sur la finalité de Sobibor qu’au moment où il y aurait découvert la chambre à gaz alors en construction. Il n’aurait été informé de la finalité exacte de Sobibor et de son rôle par Christian Wirth qu'à l'issue d’une visite en avril 1942 du camp d'extermination de Bełżec qui, à cette époque, fonctionnait déjà.
Pour la période de son séjour à Sobibor, Stangl prétend avoir limité autant que possible ses contacts directs avec les opérations d’extermination proprement dites. Toutefois, lors de son procès, un des rares survivants du camp, Stanislaw Szmajzner (en), appelé à la barre comme témoin à charge, déclara avoir vu Stangl, reconnaissable à sa veste blanche, tirer en même temps que d’autres gardes, sur la foule à peine débarquée du convoi qui l’avait amenée au camp.

### Le camp de Treblinka

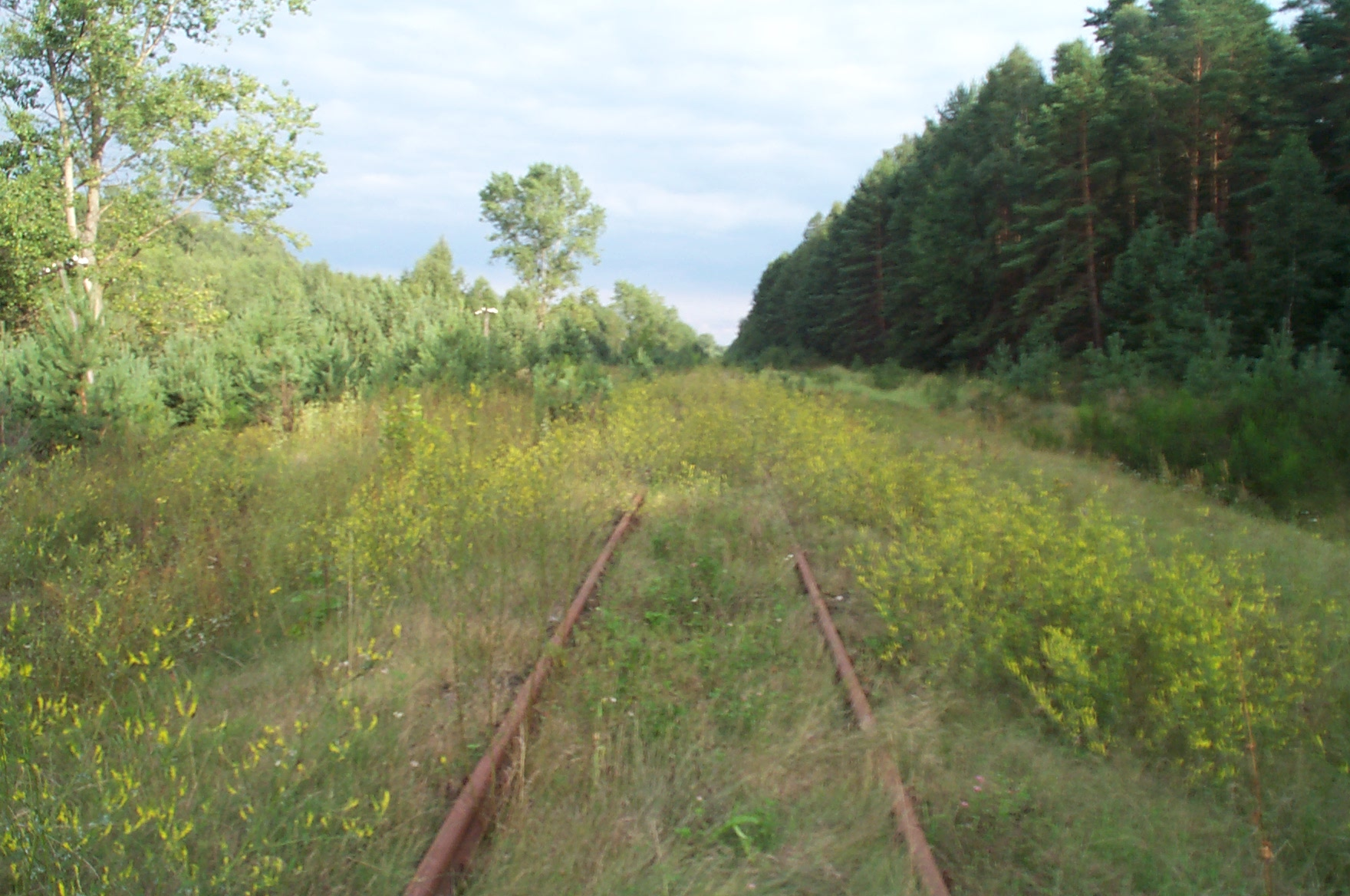
Vestiges de la voie de chemin de fer menant au camp de Treblinka.

Fin août ou début septembre 1942, il est convoqué par Globocnik à Varsovie. Ce dernier l’informe qu’il l’envoie à Treblinka pour une « mission de police » en lui expliquant que 100 000 Juifs y avaient déjà été envoyés, sans que rien, « ni argent ni affaires », n'en soit revenu.
En fait, comme va le découvrir Stangl, le camp, qui avait été placé sous la direction d'Irmfried Eberl est dans un état indescriptible de désorganisation. Pendant que Christian Wirth se charge de réorganiser le camp, Stangl a pour mission de retrouver l’argent et les objets de valeur. Une fois l'opération de remise en ordre du camp effectuée par Wirth, Stangl s’en voit confier le commandement. À la fin de 1942, il est définitivement incorporé à la SS. Pendant son commandement à Treblinka, Stangl se promène sur un cheval blanc parmi les futures victimes, vêtu d'une veste taillée sur mesure. Durant cette période, selon Tzvetan Todorov, Stangl « hésite entre le dévouement pour sa femme et son devoir à l'égard de la patrie (le bon fonctionnement du camp). »
Le 2 août 1943, les prisonniers des Sonderkommandos se révoltent contre leurs gardes. Stangl dirige les opérations menées par les gardes pour contrecarrer la révolte, mais il ne peut empêcher qu’une partie des prisonniers parvienne à s’évader. Peu de temps après, le camp est démantelé sous la direction de Kurt Franz et Stangl est affecté à une unité SS de lutte contre les « partisans » à Trieste.

## La fin de la guerre et la captivité
Stangl passe le restant de la guerre en Yougoslavie et en Italie, d’abord engagé dans des opérations contre les partisans et ensuite comme officier d’intendance à l’Einsatz Poll, projet de construction stratégique dans la vallée du Pô. Toutefois, avant la capitulation, il tombe malade et est envoyé à Berlin après sa convalescence. Il revient alors en Autriche, se réfugiant à Altaussee avec un groupe de nazis, dont Ernst Kaltenbrunner, Adolf Eichmann et Wilhelm Höttl. Il y est capturé en mai 1945 par les troupes américaines, grâce à la dénonciation d'un habitant (selon lui de son hôte, un policier autrichien). Comme il porte l’uniforme de la SS, il est interné au camp de Glasenbach (de).
À la fin de l’été 1947, les autorités autrichiennes, qui enquêtent sur les « euthanasies » pratiquées à Hartheim découvrent la présence de Stangl à Glasenbach et se le font remettre en vue de le juger. Alors que le procès a déjà commencé, il parvient à s’évader le 30 mai 1948 et rejoint l’Italie.

## Le fugitif
Arrivé à Rome, il entre en contact avec un réseau d’exfiltration de nazis lié aux milieux catholiques. Selon ses dires, c’est Mgr Alois Hudal lui-même, qui a aidé également Eichmann, qui lui fournit un logement, de l’argent et les papiers pour lui permettre de partir comme Gustav Wagner en Syrie,, où il fait venir sa famille puis trouve du travail. En 1951 toute la famille — Stangl, sa femme et leurs trois filles — part au Brésil où elle s’installe définitivement.
Stangl vit au Brésil, à São Paulo, jusqu’en 1967 où il travaille comme contremaître aux ateliers d'assemblage des usines Volkswagen, sous son nom, mais en ayant changé son prénom en Léopold, sans être inquiété.

## Le procès
Il est arrêté par la police brésilienne le 28 février 1967 et extradé en Allemagne le 22 juin de la même année, la Cour suprême du Brésil ayant donné son accord à son extradition à condition qu'il ne puisse pas être condamné à mort. Lors de son procès, d'anciens détenus se souviennent « du plaisir évident qu'il trouvait dans sa fonction » ; quant à Stangl, il affirme que « tout ce que je faisais de ma libre volonté, il me fallait le faire le mieux possible. Je suis comme ça. » Il lui arrive aussi de ne pas vouloir regarder les choses en face : « À Sobibor, on pouvait s'arranger pour ne voir presque rien, ça se passait loin des bâtiments du camp. » Selon T. Todorov, déjà cité, Stangl constitue un exemple de la fragmentation entre sphère privée et publique qui permet de continuer à mener une vie privée et familiale pleine d'amour et d’attention, alors même qu'ils se comportent avec la dernière brutalité à l'égard des détenus ; à Gitta Sereny, il déclare que « je ne pouvais vivre que si je compartimentais ma pensée et qu'il y avait des centaines de moyens de penser à autre chose ; je les ai tous utilisés. [...] Je me forçais à me concentrer sur le travail, le travail et encore le travail ». Sa femme Theresa et sa fille Renate affirment l'une que « c'est vraiment un très bon mari », l'autre que « moi aussi, j'irais au bout du monde pour lui [...] Je l'aime. Je l'aimerai toujours. »
Au terme de son procès, il est condamné en 1970 à la réclusion à perpétuité.
En 1971, il meurt d’une crise cardiaque à la prison de Düsseldorf où il attendait les résultats de l’appel qu’il avait interjeté contre sa condamnation à perpétuité.